# Ivana Trump
Ivana Marie Trump, leánykori nevén Zelníčková (Gottwaldov, 1949. február 20. – New York, New York, 2022. július 14.) cseh származású amerikai modell, üzletasszony, médiaszemélyiség, divattervező, író.

## Élete
Ivana Marie Trump Gottwaldovban nőtt fel. Már gyerekként is jól sielt. 1955-ben nyerte első versenyét.
1961-ben bekerült a tehetséges sportolók közé, majd a csehszlovák olimpiai válogatott keretbe. Itt ismerkedett meg későbbi élettársával, Jiří (George) Syrovatkával.
Miután a Prágai Egyetemen befejezte a tanulmányait, 1971-ben névházasságot kötött egy osztrák jóbarátjával, Alfred Winklmayr sítanárral, hogy disszidálás nélkül Nyugatra mehessen; 1973-ban hivatalosan is elváltak. Később Syrovatkával élt Kanadában, ahol modellként dolgozott Audrey Morrisnál.
New Yorkban ismerkedett meg Donald Trumppal 1976-ban, akihez 1977-ben ment férjhez. Három gyermekük született: ifj. Donald (1977), Ivanka (1981) és Eric (1984). 1990-ben elváltak.
1995-ben férjhez ment Riccardo Mazzuchellihez, akitől 1997-ben elvált.
2008 áprilisában, 59 évesen, hozzáment 24 évvel fiatalabb barátjához, az olasz színész Rossano Rubicondihoz, akivel több megszakítással már évek óta együtt járt. Az esküvőn 400 vendég vett részt, költsége 3 millió dollár volt. Ivana néhány hónappal később beadta a válókeresetet, mert túl keveset találkoztak Olaszországban élő férjével.
2007. május 12-én nagymama lett, ifj. Donald Trump neje, Vanessa Haydon kislánynak adott életet, aki a Kai Madison nevet kapta.
2022. július 14-én egy otthoni baleset következtében érte a halál, miután elesett egy lépcsőn.

## Könyvei
- Mindent a szerelemért (1996)
- Így éltünk mi. A Trump család sikerének titka; ford. László Zsófia; Partvonal, Budapest, 2018